# Norbert Éno
Norbert Éno, né le 20 septembre 1793 et mort le 1er octobre 1841, est un marchand et un homme politique du Bas-Canada. Il représente la circonscription de Berthier à la Chambre d'assemblée du Bas-Canada de 1837 jusqu'à la suspension de sa constitution en 1838. Son nom de famille est également épelé Esnault et Hénault.

## Biographie
Nobert Éno est né le 20 septembre 1793 à Berthier. Il s'est établi pour les affaires à Saint-Cuthbert. Il a servi en tant que capitaine au sein de la milice et atteignit, par la suite, le grade de major. En 1830, il a été nommé juge de paix et, en 1834, commissionnaire pour les procès sommaires de petites causes. en 1837, il a été élu à la Chambre d'assemblée du Bas-Canada lors d'une élection partielle à la suite du décès de Jacques Deligny. Il est mort à Saint-Cuthbert le 1er octobre 1841 à l'âge de 48 ans.